# Dan (řeka)
Dan (hebrejsky דן‎, arabsky اللدان‎, Leddan) je řeka v Severním distriktu v Izraeli. Je dlouhá 20 km. Je pojmenována po kanaánském městě Laiš, které bylo v dobách Soudců zabráno kmenem Dan.

## Průběh toku
Její pramen se nachází na úpatí hory Hermon a je přítokem řeky Jordán. Do Šestidenní války v roce 1967 byla jediným přítokem Jordánu, který se nacházel zcela se na izraelském území.

## Vodní režim
Do Chulského údolí každoročně přivede 238 milionů m³ vody. Průměrný průtok činí 8 m³/s.

## Ochrana přírody
V roce 1966 vyvstal spor mezi ochránci přírody a inženýry, který se táhl další tři roky, kdy jej řešila izraelská justice. Výsledkem bylo zachování území o velikosti zhruba 120 akrů krajiny při pramenu řeky, které se nazývá rezervace Tel Dan.